# Szerbiai Demokrata Párt
A Szerbiai Demokrata Párt (szerbül Демократска странка Србије / Demokratska stranka Srbije, DSS) a legnagyobb jobbközép politikai párt Szerbiában. Ez egy konzervatív, kereszténydemokrata párt. Tagja a Nemzetközi Demokrata Uniónak és az Európai Néppártnak. Első vezetője Vojislav Koštunica, aki egyben Szerbia miniszterelnöke volt, mert 2008. március 8-án lemondott.

## Története

### Alapítása
1992 nyarán a Demokrata Párt (DS) azon szárnya, amely támogatta a DS részvételét a DEPOS nevű koalícióban (szerbül: Demokratski Pokret Srbije, magyar fordításban kb.: Szerbiai Demokratikus Mozgalom), amely a Szerb Megújhodási Mozgalomból és független értelmiségiekből tevődött össze, elhatározta a pártból való kiválást és egy új párt megalapítását.
A Demokrata Párton belüli szakadás viszont jóval korábbra nyúlik vissza, és túlmutat a napi politikán. Nem sokkal az 1991. március 9-i véres Slobodan Milošević-ellenes tüntetések után jelentős különbségek kerültek felszínre a párt felső vezetésében az egykori Jugoszlávia nemzeti kérdését illetően. A DS azon szárnya, amely végül megalapította a DSS-t, úgy vélte, hogy a párnak nyilvánvaló álláspontot kellene képviselnie az egykori Jugoszlávia nemzetiségi kérdésében, különösen abban, amely a szerbek helyzetére vonatkozik. Abban a légkörben, amelyre ők úgy tekintettek, hogy a Milošević-rezsim súlyos manipulációja a szerb nemzeti érdekekkel, ez a szárny a szerbek helyzetét nem egyszerűen politikai demokráciai vagy gazdasági egyenlőségi kérdésnek tekintette, hanem a szerb nemzeti túlélés nagy kérdésének.
A DS másik szárnya alapvetően nem hitt abban, hogy az egykori Jugoszlávia területén valódi nemzeti kérdés létezett volna, és úgy vélte, hogy a nemzeti kérdés pusztán a helyi nemzeti hivatalnoki kar manipulációja. A vitában addig jutottak el, hogy mivel a szerb nemzet a legnépesebb az akkor papíron még mindig létező Jugoszláviában, különleges felelőssége van az ország túlélésében.
A párt alapító gyűlését 1992. július 26-án tartották, ahol Vojislav Kostunicát választották meg pártelnöknek. Az első rendes pártgyűlésre 1992. december 5-én került sor, ahol elfogadták a párt kiáltványát, a programját és az alapszabályát.

### 1992–1999
Az első választás, amelyen a DSS részt vett az az 1992-es decemberi parlamenti volt. A DEPOS részeként a DSS 18 helyet szerzett Szerbia Nemzetgyűlésében, amely 20-ra nőtt azután, hogy a DEPOS, párthoz nem kötődő tagjai lemondtak a parlamenti mandátumukról.
Hamarosan hasonló nézetkülönbségek merültek fel a DEPOS-on belül is a Slobodan Milošević-rendszer elleni harccal és a nemzeti kérdéssel kapcsolatban, mint amely a DS felbomlásához vezetett. A DSS a koalíció elhagyása mellett döntött 1993 közepén.
A következő, idő előtti szerbiai parlamenti választásokra 1993. december 19-én került sor. Ekkor a DSS egyedül indult és 7 képviselői helyet szerzett. Ez az időszak a párt politikai stagnálása volt, és nem volt elég képviselői helye ahhoz, hogy érdemben befolyásolni tudja Szerbiát, a szövetségi parlamentben pedig nem is volt képviselője.
1996-ban egy újabb ellenzéki koalíció jött létre, a Zajedno (magyarul: Együtt), amelyet a Szerbiai Demokrata Párt, a Demokrata Párt és a Szerbiai Polgári Szövetség alkotta. A DSS e koalíció részeként indult az 1996-os szövetségi parlamenti választásokon és nyert 4 helyet a szövetségi parlamentben.
Ezt követően egészen 2000-ig a DSS ritkán vett részt az akkori kormány elleni tüntetésekben, amellyel csak a szokásos pártharcok eszközével állt szemben. A NATO 1999-es beavatkozása során a DSS az akkori hatalmat és a NATO-t is komolyan bírálta, melynek következtében a befolyása szétesett.

### 2000 óta

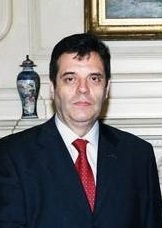
Vojislav Koštunica

A párt alapító tagja volt a Szerbiai Demokratikus Ellenzék (szerbül: Demokratska Opozicija Srbije, DOS) nevű koalíciónak. A koalíció elnökjelöltje a 2000. szeptember 24-én megrendezett szövetségi elnökválasztásokon Vojislav Koštunica volt. Fő ellenfele a választásokon Slobodan Milošević volt. Koštunica már az első fordulóban megszerezte a szavazatok több mint felét, de Milošević nem ismerte el vereségét. A következő hetekben tüntetések sorozata kezdődött, végül 2000. október 5-én pár százezer tüntető megdöntötte a kormány hatalmát, és ezt követően hivatalosan is elismerték Koštunica győzelmét.
A DOS koalíció megnyerte a 2000. december 23-án megrendezett rendkívüli szerbiai parlamenti választásokat, összesen 176 képviselői helyet szerezve a lehetséges 250-ből. A DSS egy miniszteri és egy kormány alelnöki tisztséget szerzett.
A párt viszont hamarosan, 2001 augusztusában kilépett a koalícióból és a kormányból is. 2002-ben Koštunica volt a DSS jelöltje a szerbiai elnökválasztásokon, mindkét fordulóban ő kapta a legtöbb szavazatot (a második az ellenjelöltje a DOS által támogatott Miroljub Labus volt), de a szavazás az alacsony részvételi arány miatt eredménytelen lett. A megismételt szavazáson szintén Koštunica végzett az első helyen, de a szavazás ugyancsak eredménytelen lett az alacsony részvételi arány miatt. 2003 februárjában, az ország megszűnésével együtt megszűnt a jugoszláv elnöki tisztség is, amelyet addig Vojislav Koštunica töltött be.
A 2003. december 28-án megtartott parlamenti választásokon a párt 17,7%-ot szerzett, amellyel 53 képviselői helyet nyert a 250 tagú Szerb Nemzetgyűlésben. Ebből hármat a Népi Demokrata Párt (szerbül: Narodna Demokratska Stranka, NDS) kapott meg, egyet pedig a Szerb Demokrata Párt (szerbül: Srpska Demokratska Stranka, SDS). Ez utóbbi egyébként kapcsolatokat ápolt a boszniai szerb Radovan Karadzsics Szerb Demokrata Pártjával. A DSS párti Dragan Marsicsanin lett a parlament elnöke. A DSS koalícióra lépett a G17 Plusz párttal és a Szerb Megújhodási Mozgalom-Új Szerbia koalícióval, és kisebbségi kormányt alakított, amelyet kívülről támogatta a Szerbiai Szocialista Párt. Szerbia miniszterelnöke 2004. március 3-án Vojislav Koštunica lett. 2004-ben az NDS kilépett a DSS-szel való koalícióból, így 50-re apadt a koalíció parlamenti helyeinek a száma. 2005-ben viszont mind az NDS mind az SDS beolvadt a DSS-be, melynek következtében a képviselői helyek száma 52-re nőtt.
A kormányzó koalíció elnökjelöltje 2004 júniusában a DSS-es Dragan Marsicsanin volt, aki az első fordulóban mindössze a negyedik helyet szerezte meg. A kormánynak tehát nem volt nagy a népszerűsége.
A 2005. június 5-én megtartott pártgyűlésen ismét Kostunicát választották meg pártelnöknek.
A Koštunica-kormány nem egész három év után fejezte be mandátumát. A 2006. október 30-án megtartott referendumon jóváhagyták Szerbia új alkotmányát, amely a DSS legfontosabb politikai célja volt, az alkotmányos törvény értelmében viszont minden szinten választásokat kellett kiírni.
Így került sor 2007. január 21-én egy újabb parlamenti választásokra, amelyen a DSS és az Új Szerbia (szerbül: Nova Srbija, NS) koalíciója 47 képviselői helyet szerzett. 667 615 szavazatot, a szavazatok 16,55%-át szerezték meg. A DSS maga 33 helyet szerzett a parlamentben, és az Új Szerbia, a Szerbiai Demokratikus Megújhodási Mozgalom (szerbül: Srpski Demokratski Pokret Obnove, SDPO) – amely egyébként a Szerb Megújhodási Mozgalomból vált ki 2005-ben – és az Egyesült Szerbia (szerbül: Jedinstvena Srbija) – amely közel áll a korábban Arkan vezette párthoz – nevű pártokkal közös frakciót hozott létre, amelynek elnöke Milos Aligrudics, alelnöke pedig Miroslav Markicsevics lett. A választások után a DSS-NS koalíció koalícióra lépett a DS-szel és a G17 Plusszal. Az ország miniszterelnöke ismét Vojislav Koštunica lett.
Koštunica 2008. március 8-án lemondott. A lemondás oka a kormánykoalíció két vezető pártja, a Szerbiai Demokrata Párt és a Demokrata Párt közötti feszültség volt. Ezután május 11-én előrehozott választásokat tartottak (lásd: 2008-as szerbiai parlamenti választások), amelyen a DSS–NS koalíció 11,87%-os eredményt ért el, és nem került be az új kormányba.

## Választási eredmények
| Választás | Szavazatok száma | Szavazatok aránya | Mandátumok száma | Mandátumok aránya | Parlamenti szerepe              |
| --------- | ---------------- | ----------------- | ---------------- | ----------------- | ------------------------------- |
| 1992-es1  | 797 831          | 16,89%            | 18               | 7,2%              | ellenzék                        |
| 1993-as   | 218 056          | 5,07%             | 7                | 2,8%              | ellenzék                        |
| 1997-es   | -                | -                 | 0                | 0%                | nem indult                      |
| 2000-es2  | 2 402 387        | 64,09%            | 45               | 18%               | kormánypárt (2001-től ellenzék) |
| 2003-as   | 678 031          | 17,73%            | 53               | 21,2%             | kormánypárt                     |
| 2007-es   | 667 615          | 16,55%            | 33               | 13,2%             | kormánypárt                     |
| 2008-as   | 480 987          | 11,62%            | 21               | 12%               | ellenzék                        |
| 2012-es   | 273 532          | 6,99%             | 21               | 8,4%              | ellenzék                        |
| 2014-es   | 152 436          | 4,24%             | 0                | 0%                | nem jutott be                   |
| 2016-os   | 190 530          | 5,04%             | 6                | 2,4%              | ellenzék                        |
| 2020-as3  | 72 085           | 2,24%             | 0                | 0%                | nem jutott be                   |
| 2022-es   | 204 442          | 5,37%             | 8                | 3,2%              | ellenzék                        |

1 a Szerbiai Demokratikus Mozgalom eredménye, melynek egyik ereje a Szerbiai Demokrata Párt
2 a Szerbiai Demokratikus Ellenzék eredménye, melynek egyik ereje a Szerbiai Demokrata Párt
3 a Seprű 2020 eredménye, melynek fő ereje a Szerbiai Demokrata Párt

## Külső hivatkozások
- Hivatalos honlap